# Nastasia Nichitov
Nastasia Nichitov, född den 5 mars 1954 i Maliuc, Rumänien, är en rumänsk kanotist.
Hon tog OS-guld i K-4 500 meter i samband med de olympiska kanottävlingarna 1984 i Los Angeles.